# Tullio Martello
Tullio Martello (Vicenza, 13 de março de 1841 – Bolonha, 10 de fevereiro de 1918) foi um economista e professor universitário italiano que participou da Expedição dos Mil.

## Obras
- Storia della Internazionale dalla sua origine al Congresso dell'Aja (em italiano). Pádua: Salmin. 1873
- La moneta e gli errori che corrono intorno ad essa (em italiano). Florença: Successori Le Monnier. 1883

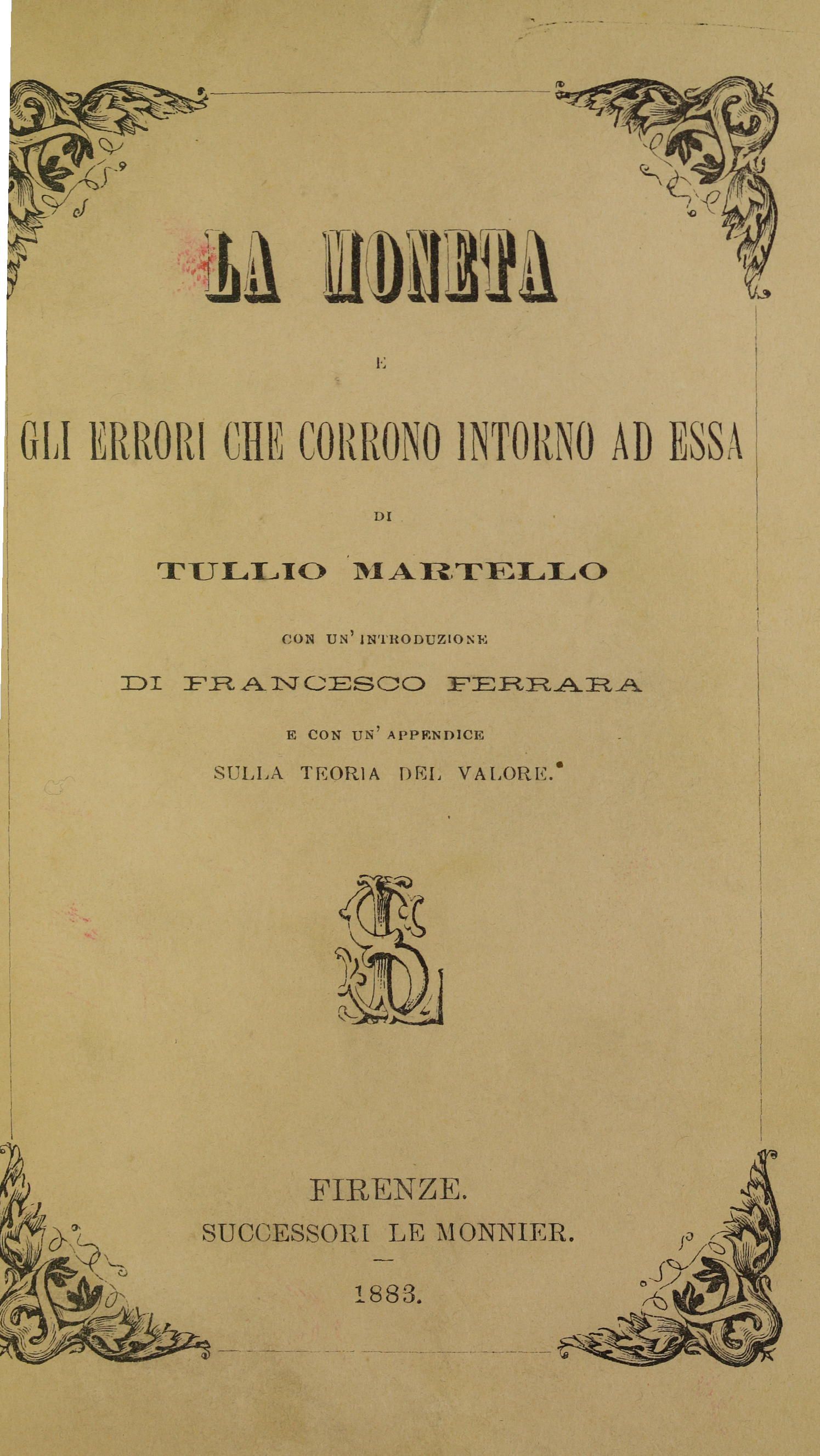
La moneta, 1883